# 동산중학교 (강원)
동산중학교(東山中學校)는 대한민국 강원특별자치도 춘천시 동산면 조양리에 있는 공립 중학교이다.

## 학교 연혁
- 1969년 10월 14일 : 동산중학교 설립인가(3학급)
- 1970년 5월 6일 : 동산중학교 개교
- 2025년 1월 8일 : 제53회 졸업식(총 2,184명)
- 2025년 3월 1일 : 제21대 강희경 교장 부임
- 2025년 3월 4일 : 2025학년도 입학식(4명 입학)

## 참고 자료
- 동산중학교 - 한국교육학술정보원 학교알리미